# Caravanserai (album)
Caravanserai je četrti studijski album skupine Santana, ki je izšel oktobra 1972. Album predstavlja veliko prelomnico v karieri Carlosa Santane, ki se je nekoliko odmaknil od prvih treh albumov skupine. Originalni basist skupine David Brown je leta 1971 zapustil skupino, nadomestila pa sta ga Doug Rauch in Tom Rutley, odšel pa je tudi originalni tolkalist Michael Carabello, ki ga je zamenjal Armando Peraza. Klaviaturista in vokalista Gregga Rolieja, ki je imel s Santano nekaj konfliktov, je na nekaj skladbah nadomestil Tom Coster. Caravanserai je leta 1972 dosegel osmo mesto lestvice Billboard 200 in šesto mesto lestvice R&B albumov.
Zvok albuma je nekoliko v nasprotju s siceršnjim zvokom Santane in se bolj usmerja na jazzovske instrumentalne prehode. Vse skladbe, razen treh, so instrumentali, s samega albuma pa ni izšel noben hit singl. Caravanserai je prvi v seriji albumov Santane, ki so bili znani po svoji povečani glasbeni kompleksnosti, s čimer se je skupina usmerila stran od popularnih rockovskih formatov proti bolj eksperimentalnemu jazzovskemu zvoku. Z albumom se je začel padec komercialne popularnosti Santane.
Leta 2013 je nekdanji bobnar Santane in koproducent albuma, Michael Shrieve v intervjuju dejal, da je predsednik založbe Columbia Records, po prvem poslušanju albuma, Carlosu Santani rekel, da s tem dela "karierni samomor".
Caravanserai je zadnji album Santane, pri snemanju katerega sta sodelovala Gregg Rolie in Neal Schon, ki sta leto kasneje ustanovila skupino Journey.
Leta 2000 je založba SME Records na Japonskem, sicer del založbe Sony Music, izdal remasterizirano verzijo albuma.
Leta 2003 je bil album remasteriziran pri založbi Columbia Legacy.

## Seznam skladb
| Stran 1 | Stran 1                               | Stran 1                                 | Stran 1 |
| Št.     | Naslov                                | Pisec                                   | Dolžina |
| ------- | ------------------------------------- | --------------------------------------- | ------- |
| 1.      | „Eternal Caravan of Reincarnation‟    | Tom Rutley, Neal Schon, Michael Shrieve | 4:28    |
| 2.      | „Waves Within‟                        | Doug Rauch, Gregg Rolie, Carlos Santana | 3:54    |
| 3.      | „Look Up (to See What's Coming Down)‟ | Rauch, Rolie, Santana                   | 3:00    |
| 4.      | „Just in Time to See the Sun‟         | Rolie, Santana, Shrieve                 | 2:18    |
| 5.      | „Song of the Wind‟                    | Rolie, Santana, Schon                   | 6:04    |
| 6.      | „All the Love of the Universe‟        | Santana, Schon                          | 7:40    |

| Stran 2 | Stran 2                 | Stran 2                                | Stran 2 |
| Št.     | Naslov                  | Pisec                                  | Dolžina |
| ------- | ----------------------- | -------------------------------------- | ------- |
| 7.      | „Future Primitive‟      | José Areas, Mingo Lewis                | 4:12    |
| 8.      | „Stone Flower‟          | Antonio Carlos Jobim, Santana, Shrieve | 6:15    |
| 9.      | „La Fuente del Ritmo‟   | Lewis                                  | 4:34    |
| 10.     | „Every Step of the Way‟ | Shrieve                                | 9:05    |

## Osebje
- Carlos Santana – solo kitara (2-4, 8, 9), kitara (5-6, 10), vokali (6), tolkala (1, 8)
- Gregg Rolie – orgle (2-6, 8, 10), električni klavir (6), vokali (4, 8), klavir
- Neal Schon – kitara (1, 3-6, 8-10)
- Douglas Rauch – bas (2-6), kitara (2-3)
- Douglas Rodrigues – kitara (2)
- Wendy Haas – klavir (1, 8)
- Tom Rutley – akustični bas (1, 6, 8-10)
- Michael Shrieve – bobni (1-6, 8-10), tolkala
- José "Chepito" Areas – tolkala, konge (7), timbales (2-4, 6-7, 9-10), bongos (8)
- James Mingo Lewis – tolkala (1,8-9), konge (2-10), bongos (7), vokali (6), akustični klavir (9)
- Armando Peraza – tolkala (8), bongos (9)
- Hadley Caliman – saksofon (1), flavta (10)
- Rico Reyes – vokali (6)
- Lenny White – kastanjete (6)
- Tom Coster – električni klavir (9)
- Tom Harrell – orkestrski aranžmaji (10)

## Produkcija
- Producenta: Carlos Santana in Mike Shrieve
- Posnela: Glen Kolotkin in Mike Larner

## Certifikati
| Regija                | Certifikat | Prodaja   |
| --------------------- | ---------- | --------- |
| Kanada (Music Canada) | Zlat       | 50,000    |
| Francija (SNEP)       | Zlat       | 100,000   |
| ZDA (RIAA)            | Platinast  | 1,000,000 |